# Juin 1873

## Événements
- John Kirk, consul de Grande-Bretagne à Zanzibar, menace de bombarder la ville. Il obtient du sultan Seyyid Barghash la signature d’un traité qui rend la traite illégale dans tous ses ports, ce qui entraîne la hausse du prix des esclaves, qui sont vendus de 50 à 100 dollars par tête entre 1873 et 1890.

- 1er juin, Canada : massacre de Cypress Hill dans les prairies.

- 8 juin : la proclamation à Madrid de la République fédérale, provoque la démission du premier président de la République, Estanislao Figueras et son remplacement par Francisco Pi i Margall le 11 juin.

## Naissances
- 7 juin : Franz Weidenreich, anatomiste et paléo-anthropologue allemand († 11 juillet 1948).
- 12 juin :
  - Dominguín (Domingo Del Campo y Álvarez), matador espagnol († 7 octobre 1900).
  - Lucila Gamero de Medina, romancière, médecin et féministe hondurienne († 23 janvier 1964).
- 18 juin : Eduardo Chicharro y Agüera, peintre espagnol († 24 mai 1949).
- 28 juin : W. E. N. Sinclair, chef du Parti libéral de l'Ontario.

## Décès
- 1er juin : Joseph Howe, premier ministre de la Nouvelle-Écosse.
- 6 juin : Heinrich Wilhelm Adalbert, prince de Prusse, militaire et explorateur allemand (° 1811).
- 28 juin : Charles Connell, marchand et homme politique fédéral provenant du Nouveau-Brunswick.